# Shvan Aladdin
Shvan Aladdin, folkbokförd Aladin, född 26 november 1989 i Sulaymaniyya i Irak, är en svensk skådespelare.
Han spelade rollen som Samir i TV-serien Andra Avenyn, innan han fick en av huvudrollerna som Ben-Ali Chehab i Sveriges Televisions webb-TV-serie Riverside. Aladdin har även en roll i TV-serien Blå ögon. Han är utbildad vid Stella Adler Academy of Acting i Los Angeles.
Shvan Aladdin spelar Wasif, en av huvudrollerna i  den amerikanska franchise film-serien Stargates prequel Stargate: Origins som hade premiär 2018.

## Filmografi
| År        | Film                        | Roll              | Anm.      | Typ           |
| --------- | --------------------------- | ----------------- | --------- | ------------- |
| 2007-2009 | Andra Avenyn                | Samir             | Roll      | TV-Serie      |
| 2009      | Riverside                   | Ben-Ali Chehab    | Huvudroll | Webb-tv-serie |
| 2013      | Always Faithful             | Terrorist         | Roll      | Film          |
| 2014–2015 | Blå ögon                    | Shahryar          | Roll      | TV-Serie      |
| 2015      | Mansion of Blood            | Jacob             | Roll      | Film          |
| 2016      | The Yellow Birds            | Iraqi Insurent #1 | Roll      | Film          |
| 2018      | Stargate Origins: Catherine | Wasif             | Huvudroll | TV-Serie      |
| 2020      | SEAL Team                   | Samim             | Roll      | TV-Serie      |